# Trioza shuiliensis
Trioza shuiliensis är en insektsart som först beskrevs av Yang 1984.  Trioza shuiliensis ingår i släktet Trioza och familjen spetsbladloppor. Inga underarter finns listade i Catalogue of Life.